# Adam Cork
Adam Cork (* 1974) ist ein preisgekrönter britischer Komponist in Theater, Film und Fernsehen.

## Leben und Karriere
Der 1974 geborene Adam Cork begann seine Komponistenlaufbahn im Jahre 2002 mit einem Kurzfilm des Regisseurs Jon Sen. In den 2000er und 2010er Jahren schrieb er die Musik für zahlreiche unterschiedliche Werke. So ist Adam Cork der Komponist und Co-Texter des Musicals London Road, das 2012 am Royal National Theatre uraufgeführt wurde. Eine Filmversion der Show wurde 2015 unter der Regie von Rufus Norris in der Besetzung Tom Hardy, Olivia Colman und Janet Henfrey realisiert. Ferner schrieb er 2016 für Michael Grandages Spielfilm Genius – Die tausend Seiten einer Freundschaft mit Colin Firth, Jude Law und Nicole Kidman in den Hauptrollen die Musik. Zu seinen Fernseh-Credits gehören unter anderem der von der Kritik gefeierte Richard II aus der BBC-Trilogie Hollow Crown mit Ben Whishaw von Regisseur Rupert Goold.
Adam Cork erhielt 2010 einen Tony Award für seine Musik- und Soundpartitur für Red (Donmar / Broadway) und 2011 einen Olivier Award für King Lear (Donmar). Er wurde 2010 auch für den Tony Award für die beste Partitur (Musik & Text) für Enron (Broadway / West End) nominiert. Weitere Nominierungen sind der Tony Award für das beste Sounddesign eines Stücks für Macbeth (2008) und Enron (2010), eine Olivier-Nominierung für das beste Sounddesign für Suddenly Last Summer (2005) sowie vier Nominierungen für den Drama Desk in der Kategorie herausragende Musik in einem Stück für Frost / Nixon (2007) und Red (2010) und herausragendes Sounddesign für Macbeth (2008) und Enron (2010). Für den Evening Standard Award wurde er 2011 für das beste Design für Anna Christie und King Lear geehrt, darüber hinaus erhielt er den Critics’ Circle Award 2011 für das beste Musical für London Road.

## Filmografie (Auswahl)

### Filme
- 2009: Phèdre
- 2009: National Theatre Live: All’s Well That Ends Well
- 2010: Red (Video)
- 2011: National Theatre Live: King Lear
- 2015: London Road
- 2016: Genius – Die tausend Seiten einer Freundschaft (Genius)
- 2017: National Theatre Live: Mosquitoes (Video)
- 2018: MGC Presents Red
- 2020: National Theatre Live: Les Blancs

### Serien
- 2003: Coming Up (Fernsehserie, 1 Episode)
- 2004: Frances Tuesday (Fernsehfilm)
- 2010: National Theatre Live: King Lear (Fernsehserie, 1 Episode)
- 2012: The Hollow Crown (Fernsehminiserie, 1 Episode)

### Kurzfilme
- 2002: Bust
- 2004: Three Rules of Infidelity